# Philotas (Tổng trấn)
Philotas (trong tiếng Hy Lạp Φιλωτας; sống vào thế kỷ thứ 4 TCN) là một vị tướng người Macedonia phụng sự dưới quyền Alexandros Đại đế, ông đã chỉ huy một taxis hoặc một sự đoàn phalanx trong giai đoạn Alexandros tiến quân tới Sogdiana và Ấn Độ. Dường như có thể ông cũng chính là người được Curtius đề cập tới khi là một trong số những người được nhà vua ban thưởng tại Babylon (331 TCN) vì sự phụng sự xuất sắc của họ. Ngoài ra cũng có đôi chút nghi ngờ rằng ông cũng chính là người được giao quản lý Cilicia trong cuộc phân chia các tỉnh diễn ra sau khi Alexandros qua đời vào năm 323 TCN. Năm 321 TCN, Perdiccas đã cách chức tổng trấn của ông và thay thế bằng Philoxenos, nhưng dường như điều này là để nhằm sử dụng ông vào việc khác bởi vì ông vẫn gắn bó mật thiết với phe của Perdiccas. Sau khi Perdiccas qua đời, ông đã liên kết với Alcetas, Attalos cùng với những người ủng hộ của họ để chống lại Antigonos. Ông đã bị bắt làm tù binh cùng với Attalos, Docimos, và Polemon vào năm 320 TCN. Trong thời gian bị giam cầm cùng một nơi, họ đã cùng nhau chiếm lĩnh được nơi giam giữ mình và khuất phục được lính gác. Tuy nhiên, ông một lần nữa lại rơi vào tay của Antigonos vào năm 316 TCN.